# Tour Égée
De Tour Égée, ook Tour Egée en Tour Egee, is een kantoorgebouw en wolkenkrabber in Courbevoie, La Défense; het zakendistrict van de agglomeratie Parijs.
De toren herbergt het hoofdkantoor van Elior, evenals enkele van zijn dochterondernemingen. Ook het bedrijf Egencia, een dochteronderneming van Expedia, heeft meerdere verdiepingen.
Het is gebouwd in 1999 en is 155 m hoog. Het is bijna identiek aan de Tour Adria.